# Robert Gürschner
Robert Gürschner (* 11. Juli 1857; † nach 1927) war ein deutscher Bauingenieur.

## Leben
Robert Gürschner studierte an der Technischen Hochschule Hannover, wo er im Corps Hannovera aktiv wurde. Nach dem Studium trat er in den preußischen Staatsdienst ein, wurde Regierungs- und Gewerbeschulrat in Danzig und erhielt die Ernennung zum Professor. Zuletzt war er bis zu seiner Pensionierung 1923 für den Regierungsbezirk Minden tätig. Im Ruhestand lebte er in Münster.
Zusammen mit Max Benzel war er Verfasser des dreiteiligen Standardwerkes für technische Lehranstalten und Gemeindebeamte Gürschner-Benzel, Der städtische Tiefbau, das in mehreren Auflagen erschien.

## Auszeichnungen
- Ernennung zum Geheimen Regierungsrat

## Schriften
(zusammen mit Max Benzel)
- Der städtische Tiefbau, Teil 1, Bebauungspläne und Stadtstraßenbau, 2. Aufl. 1915, 3. Aufl. 1921, 4. Aufl. 1931
- Der städtische Tiefbau, Teil 2, Die Wasserversorgung von Ortschaften, 2. Aufl. 1915, 3. Aufl. 1919, 4. Aufl. 1921, 5. Aufl. 1923, 6. Aufl. 1931
- Der städtische Tiefbau, Teil 3, Stadtentwässerung, 2. Aufl. 1915, 3. Aufl. 1919, 5. Aufl. 1926, 6. Aufl. 1931